# Toivos kosmos
Toivos kosmos var SR:s julkalender 2006, skriven av Niclas Pajala. Tekniker: Kalle Andersson. Musik: Patrik Henzel. Producent: Ingela Lekfalk

## Handling
Tomten och Lucia har lämnat jorden och bosatt sig på Jupiters måne Himalia, då de tycker livet på jorden blivit kallt och enbart fixerat vid pengar och prylar. På Himalia får dock Tomten höra att någonting hemskt håller på att ske på planeten Pello i Lyrans stjärnbild. Där har den mystiska drottning Hesperia på ett lömskt sätt lyckats komma till makten, och folket har slutat tänka och arbetar på bygget av drottningens porslinsslott utan att klaga. All musik och alla nöjen är förbjudna.
Toivo, ett rymdtroll från Pello, befinner sig dock på flykt från Hespera, och är just nu på Jorden där hon får hjälp av barnen Kim och Lovikka att stoppa drottningens planer att bli drottning över hela Universum.

## Rollista
- Marko Lehtosalo - Toivo
- David Wiklund - Kim
- Frida Sjöberg - Lovvika
- Chatarina Larsson - Drottning Hesperia
- Sven Wollter - Tomten
- Göran Forsmark - Sven Svensson Svensk, Lovvikas pappa, m.fl.
- Maria Lundqvist - Kims mamma, Lucia, m.fl.

Övriga skådespelare: Sara Arnia, Hasse Alatalo, med flera.

## Papperskalender

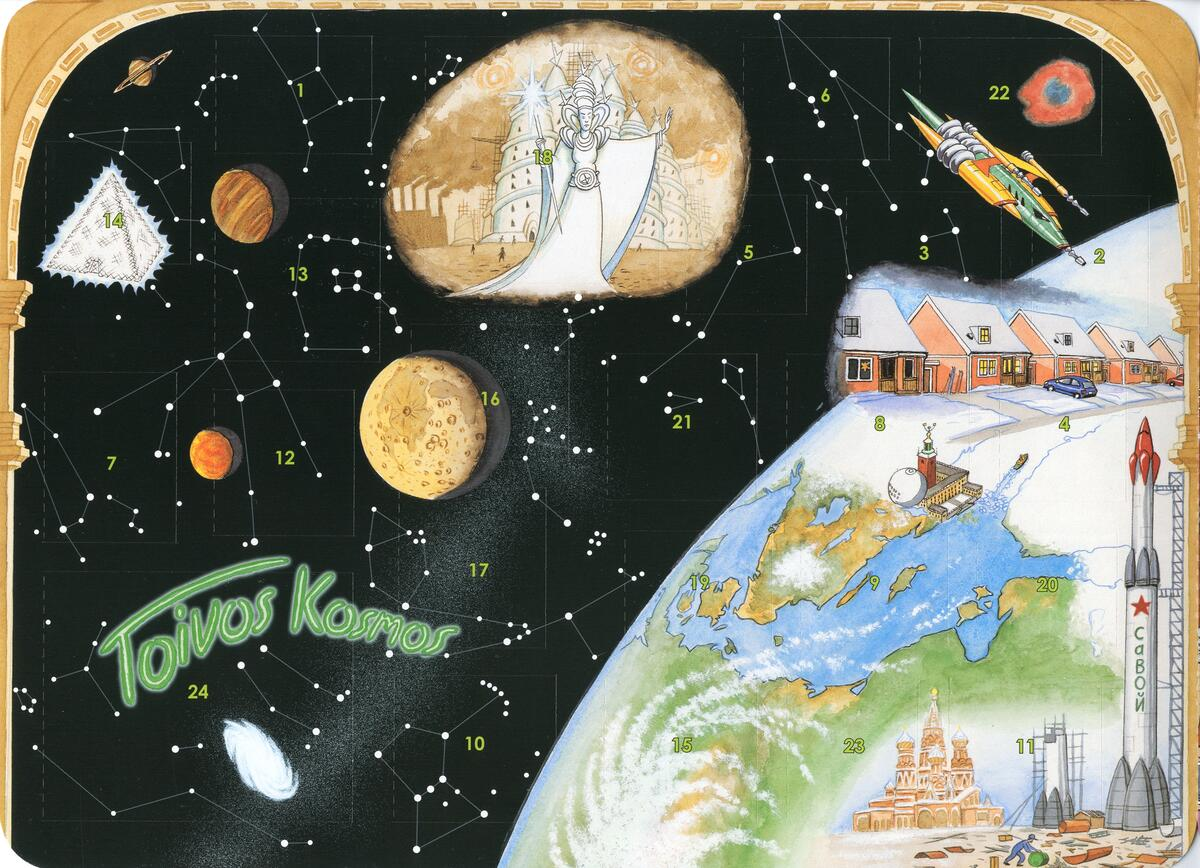
Toivos kosmos papperskalender från 2006

Årets kalender ritades av Ulf Ragnarsson och föreställer en stjärnkarta med jorden på höger sida. Längst upp i bilden syns en kvinna framför ett slott.

### Fotnoter
1. ↑  ”Svensk mediedatabas”. http://smdb.kb.se/catalog/search?q=%22Toivos+kosmos+%22+typ%3Aradio&sort=OLDEST. Läst 5 april 2011.
2. ↑  ”2006, Toivos kosmos”. http://sverigesradio.se/barn/julkalendrar/2006.stm. Läst 1 april 2011.